# Alpines Steinschaf
Das Alpine Steinschaf ist eine der ältesten Schafrassen überhaupt und bildet die historische Ausgangsrasse der Schafzucht in den Ostalpen. Es ist genetisch verwandt mit dem jungsteinzeitlichen Torfschaf. Mit dem Montafoner, dem Krainer und dem Tiroler Steinschaf gibt es neben dem Alpinen Steinschaf drei weitere eigenständige Rassen.
Steinschafe sind hervorragend an Gelände und Klima des Hochgebirges angepasst. Farbe und Zeichnung des Alpinen Steinschafs sind recht vielfältig. Der Körperbau ist feingliedrig, als Gebirgsspezialist besitzt es sehr harte Klauen. Die meisten Böcke und mitunter auch weibliche Tiere sind gehörnt. 
Böcke wiegen 60 bis 75 kg, Mutterschafe 45 bis 60 kg. Sie bringen meist zweimal im Jahr Lämmer zur Welt und haben eine hohe Milchleistung. Die Wolle der Steinschafe besteht aus langen Grannen- und gewellten, feinen und kürzeren Wollhaaren.
Die Schafsrasse wird heute nur noch in kleinen Herden von Nebenerwerbslandwirten und Hobbyschafhaltern gehalten. Sie ist vom Aussterben bedroht. Nachdem sich der Bestand bis in die 1980er Jahre stark reduziert hatte, wird seit 1991 ein Herdbuch über die Zucht der Rasse geführt. Seit 2004 kümmern sich die Mitglieder der Arbeitsgemeinschaft „Das Alpine Steinschaf“ darum, die Züchtung und Erhaltung zu koordinieren und über die Rasse zu informieren. Ende 2013 wurden im Alpenraum noch ca. 670 Mutterschafe und 50 Böcke gehalten.
Der Alpine Steinschaf war Gefährdete Nutztierrasse des Jahres 2009. In Österreich wird das Alpine Steinschaf im Traditionellen Wissen um die Aufzucht der Rasse im Register der Traditionellen Lebensmittel geführt. Die internationale Organisation zur Bewahrung von traditionellen Lebensmitteln Slow Food nahm das Alpine Steinschaf im Dezember 2013 in ihre Arche des Geschmacks auf.